# Бірківська селищна рада
Бірківська се́лищна ра́да — адміністративно-територіальна одиниця та орган місцевого самоврядування в Нововодолазькому районі Харківської області. Адміністративний центр — селище міського типу Бірки.

## Загальні відомості
Бірківська селищна рада утворена в 1938 році.
- Територія ради: 68,72 км²
- Населення ради: 2 422 особи (станом на 2001 рік)
- Територією ради протікає річка Джгун.

## Населені пункти
Селищній раді підпорядковані населені пункти:
- смт Бірки
- с. Василівське
- с. Ключеводське
- с. Липкуватівка
- с. Гуляй Поле

## Склад ради
Рада складається з 16 депутатів та голови.
- Голова ради:
- Секретар ради: Орда Тетяна Віталіївна

### Керівний склад попередніх скликань
| Прізвище, ім'я, по батькові  | Основні відомості                                                                    | Дата обрання | Дата звільнення |
| ---------------------------- | ------------------------------------------------------------------------------------ | ------------ | --------------- |
| Борзих Віктор Андрійович     | Селищний голова, 1957 року народження                                                | 26.03.2006   | 31.10.2010      |
| Шматько Олександр Григорович | Селищний голова, 1954 року народження, освіта вища, член Української Народної Партії | 31.10.2010   | 16.06.2014      |

Примітка: таблиця складена за даними сайту Верховної Ради України

### Депутати
За результатами місцевих виборів 2010 року депутатами ради стали:

#### За суб'єктами висування
| Суб'єкт висування            | Кількість обраних депутатів | %    |
| ---------------------------- | --------------------------- | ---- |
| Партія регіонів              | 7                           | 43,8 |
| Самовисування                | 5                           | 31,3 |
| Народна партія               | 3                           | 18,8 |
| Соціалістична партія України | 1                           | 6,3  |

#### За округами
| № округу                     | Прізвище, ім'я, по батькові     | Дата визнання обраним | Освіта             | Партійна приналежність             | Відомості про обраного депутата                                       |
| ---------------------------- | ------------------------------- | --------------------- | ------------------ | ---------------------------------- | --------------------------------------------------------------------- |
| Народна Партія               |                                 |                       |                    |                                    |                                                                       |
| 8                            | Потрясаєва Тетяна Володимирівна | 05.11.2010            | середня спеціальна | член Народної партії               | Липкуватівський аграрнийколедж, лаборант                              |
| 13                           | Гладун Володимир Дмитрович      | 05.11.2010            | вища               | член Народної партії               | Липкуватів-ський аграрнийколедж, охоронець                            |
| 15                           | Козліцька Ольга Улянівна        | 05.11.2010            | середня спеціальна | член Народної партії               | пенсіонер                                                             |
| Партія регіонів              |                                 |                       |                    |                                    |                                                                       |
| 2                            | Шуліка Тетяна Анатоліївна       | 05.11.2010            | середня спеціальна | член Партії регіонів               | Бірківськаселищнарада, спеціаліст                                     |
| 4                            | Горбань Тетяна Іванівна         | 05.11.2010            | середня спеціальна | член Партії регіонів               | Бірківська селищна рада, начальник відділку зв'язку                   |
| 5                            | Мартиненко Ірина Юріївна        | 05.11.2010            | вища               | член Партії регіонів               | Бірківська селищна рада, головний бухгалтер                           |
| 6                            | Дерев'янко Інна Станіславівна   | 05.11.2010            | середня спеціальна | член Партії регіонів               | Нововодолазький молокозавод, техпрацівник                             |
| 7                            | Гончар Микола Андрійович        | 05.11.2010            | середня            | член Партії регіонів               | пенсіонер                                                             |
| 14                           | Харченко Олег Валентинович      | 05.11.2010            | вища               | член Партії регіонів               | Бірківська селищна рада, спеціаліст 2-ї категорії                     |
| 16                           | Пономаренко Юрій Олександрович  | 05.11.2010            | середня спеціальна | член Партії регіонів               | приватний підприємець                                                 |
| Соціалістична партія України |                                 |                       |                    |                                    |                                                                       |
| 12                           | Орда Тетяна Віталіївна          | 05.11.2010            | середня спеціальна | член Соціалістичної партії України | Бірківська селищна рада, секретар                                     |
| Самовисування                |                                 |                       |                    |                                    |                                                                       |
| 1                            | Стрєлка Володимир Михайлович    | 05.11.2010            | вища               | позапартійний                      | СПДФО Стрєлка В. М., підприємець                                      |
| 3                            | Мандрика Михайло Іванович       | 05.11.2010            | середня спеціальна | позапартійний                      | Липкуватівський аграрний коледж, бригадир тракторної бригади          |
| 9                            | Желєзнова Юлія Олексіївна       | 05.11.2010            | вища               | позапартійна                       | Липкуватівська загальноосвітня школа, вчитель                         |
| 10                           | Кулініч Людмила Володимирівна   | 14.11.2010            | вища               | член Народної партії               | Липкуватівський аграрний коледж, бухгалтер                            |
| 11                           | Коломієць Тетяна Миколаївна     | 05.11.2010            | вища               | позапартійна                       | Липкуватівський аграрний коледж, завідувачка агрономічного відділення |